# Corrente Comunista Internacionalista
A Corrente Comunista Internacionalista (CCI) é um agrupamento político francês que faz parte da Quarta Internacional. Originalmente chamava-se Organização Comunista Internacionalista (OCI). Em 1992 decidiu se integrar ao Partido dos Trabalhadores da França, quando passou a denominar-se CCI.
Em 15 de junho de 2008, fez parte da fundação do Partido Operário Independente, integrando-se a este com a dissolução do PT francês no POI. Era a secção francesa da Quarta Internacional que, no início da década de 1950, negou-se a seguir a política proposta por Michel Pablo, que ficou conhecida como entrismo sui generis. Nos anos 1960, o PCI adotou o nome de Organização Comunista Internacionalista (OCI). Entre seus principais dirigentes históricos estão Pierre Lambert, Gérard Bloch, François de Forgue, Stephane Just, Pierre Broué, Pierre Fougeyrollas, Jean-Jacques Marie entre outros.

## Principais dirigentes
- Daniel Gluckstein
- Pierre Lambert

## A partir da década de 1950
Em 1952, Michalis N. Raptis conhecido como Michel Pablo (que em seguida, dirigira o Secretariado Internacional da Quarta Internacional), recomenda um entrismo sui generis dos trotskistas dentro das organizações stalinistas em todo o mundo, tendo em vista uma iminente terceira guerra mundial, da qual presume que haveria uma radicalização dos partidos membros da Terceira Internacional estalinizada.
A maioria da seção francesa se opõe a esta política, e em torno de Pierre Lambert, Marcel Favre-Bleibtreu, Marcel Gibelin e Michel Lequenne são excluídos do Parti Communiste Internationaliste. Esta fração é gradualmente reduzida até ser chamada de "grupo de Lambert".
Em 23 de novembro de 1953 o grupo participa na criação do Comitê Internacional da Quarta Internacional (CIQI). Em 1965, o progresso político e na militância do grupo já o permite chamar de  OCI. Em 1971, após uma disputa com o teórico do SLL inglês Gerry Healy, a OIC será excluído do CIQI. A OCI participa então do Comitê Internacional para a Reconstrução da Quarta Internacional (CORQI). Para SLL neste momento, o importante era a formação marxista de jovens, enquanto a OCI favoreceu o desenvolvimento rápido, com muitos contatos na América do Sul, incluindo Partido Obrero Revolucionario (boliviano).
Junto com outras organizações a 'OCI é dissolvida oficialmente em 12 de julho de 1968 por decreto do presidente Charles de Gaulle, mas em em julho de 1970, o Conselho de Estado cancelou sua dissolução, assim como a Fédération des Étudiants Révolutionnaires(Federação de Estudantes Revolucionários) e do grupoRévoltes (Revoltas), o Conselho de Estado considerou que estes grupos eram dirigidos pelas mesmas pessoas. E por esse fato considera que nenhum destes grupos tenha causado "manifestações armadas na rua" ou "que tinham o propósito de tentar à força mudar a forma republicana de governo" e que, portanto, o decreto junho seria um abuso de poder contra eles
Em 1974 o grupo do húngaro Balazs Nagy, conhecido como Varga, é excluído em razão de seu líder ser acusado de ser um agente provocador a serviço do stalinismo. Esta exclusão deu origem à criação da  Ligue Ouvrière Révolutionnaire (LOR, Liga Operária Revolucionária) constituída por uma centena de ativistas da OCI,tendo a frente os irmãos Assouline (David Assouline, Alain Assouline e Daniel Assouline).
Ao contrário de outros partidos e grupos que se desenvolveram após 1968, a OCI nunca esteve envolvida em movimentos feministas, ambientalistas, ecologistas etc. No entanto, tem sido muito influente em sindicatos, como a Confédération Générale du Travail-Force Ouvrière, (CGT-FO), a Fédération de l'Éducation Nationale (FEN, Federação da Educação Nacional) ou a Union Nationale des Étudiants de France (UNEF, União Nacional dos Estudantes da França) que passa a dirigir após a cisão em 1968 e em torno do qual, vai se formar a  Union Nationale des Étudiants de France - Indépendante et Démocratique (UNEF-ID, União Nacional dos Estudantes da França - Independente e Democrática) dirigida pela Ligue Communiste Révolutionnaire.
Entre seus líderes mais influentes ou ativistas mais conhecidos, além de Lambert; historiador Pierre Broué, Just Stéphane; Gérard Bloch, Jean-Christophe Cambadélis (conhecido por "Kostas" e hoje está no Partido Socialista) Jean-Luc Mélenchon, da corrente MEP, um dos líderes do Parti de Gauche, Roger Gilbert, Jacques Kirsner (conhecido como Charles Stobnicer ou "Berg"), o filósofo Pierre Dardot, os jornalistas Gérard Desportes, Sylvain Cypel, Laurent Mauduit, Peter Marcelle os sindicalistas Jean Grosset e Jean-Jacques Marie. Também reunia cineastas e atores como Alain Corneau, Bertrand Tavernier, Bernard Murat, Alex Metayer, Nadine Trintignant, Delphine Seyrig e Dominique Labourier.
Lionel Jospin foi membro da organização na década de 1960, e até à sua entrada no Partido Socialista negou-o durante muito tempo, até admitir após aparecerem uma série de artigos nos jornais em 2001. Agora na Union pour un Mouvement Populaire (UMP) (o partido de Nicolas Sarkozy), Jean-Paul Alduy, prefeito de Perpignan, também foi membro da OCI.